# 草壁港
草壁港（くさかべこう）は、香川県の小豆島町にある地方港湾である。この港からはかつて高松港行きのフェリーおよび高速艇の定期便が発着していたが、コロナ禍や利用客の減少で、運営会社が倒産。航路は、国際両備フェリーが運航する高松 - 池田航路に合併され、休止（事実上の廃止）となった。小豆島の最大の内湾である内海湾（うちのみわん）の中に位置する。ターミナルビルやゲートなど港の建物はオリーブの島である小豆島をイメージし、ギリシャ風になっている。

## 休止航路
- 高松港（サンポート高松）なおこの航路は2021年3月末をもって運航を休止した。
  - 内海フェリー ブルーライン（フェリー）- 所要時間70分　5便/日
  - 内海フェリー サンオリーブシー（高速艇）- 所要時間45分　5便/日（2017年より運休）

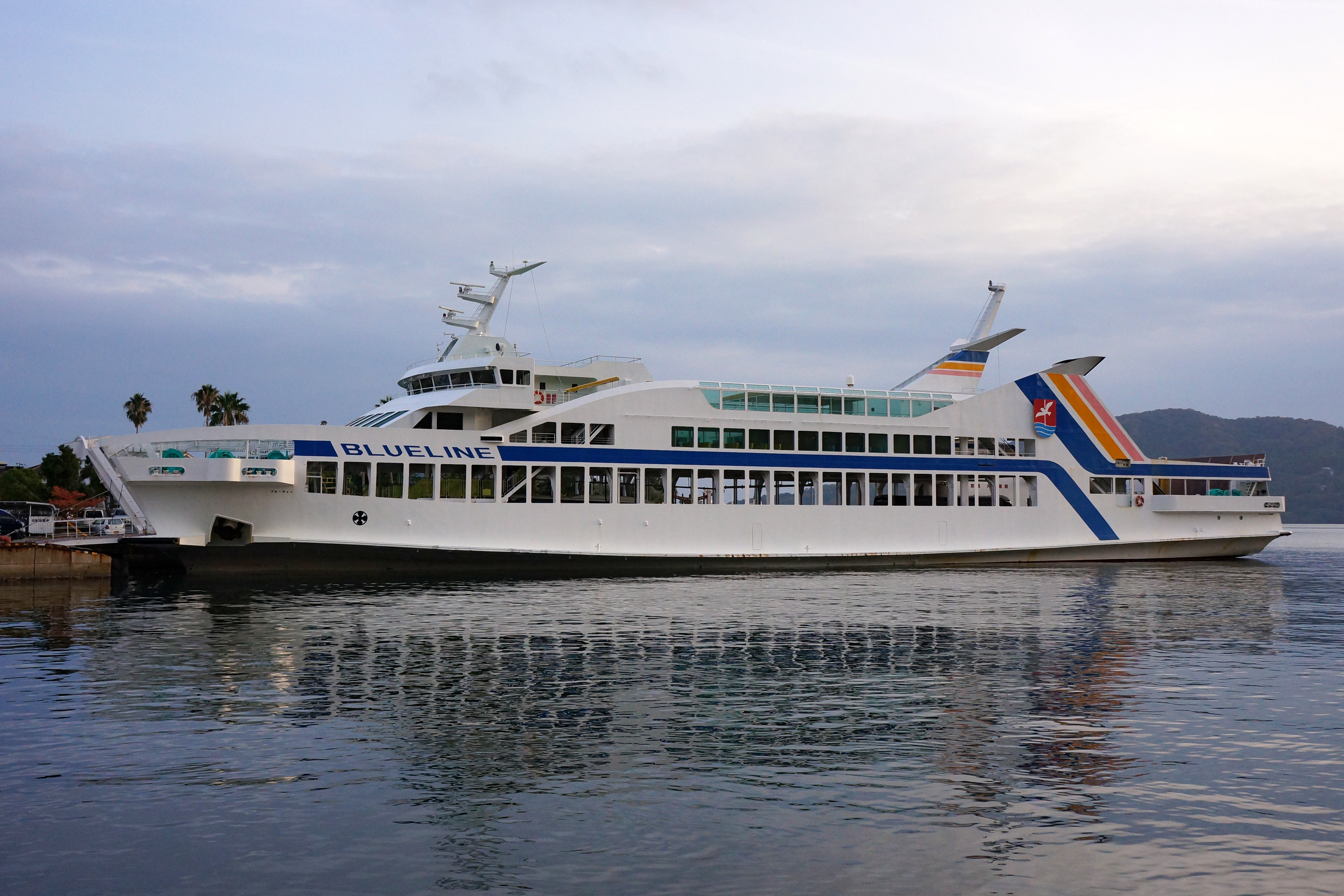
ブルーライン
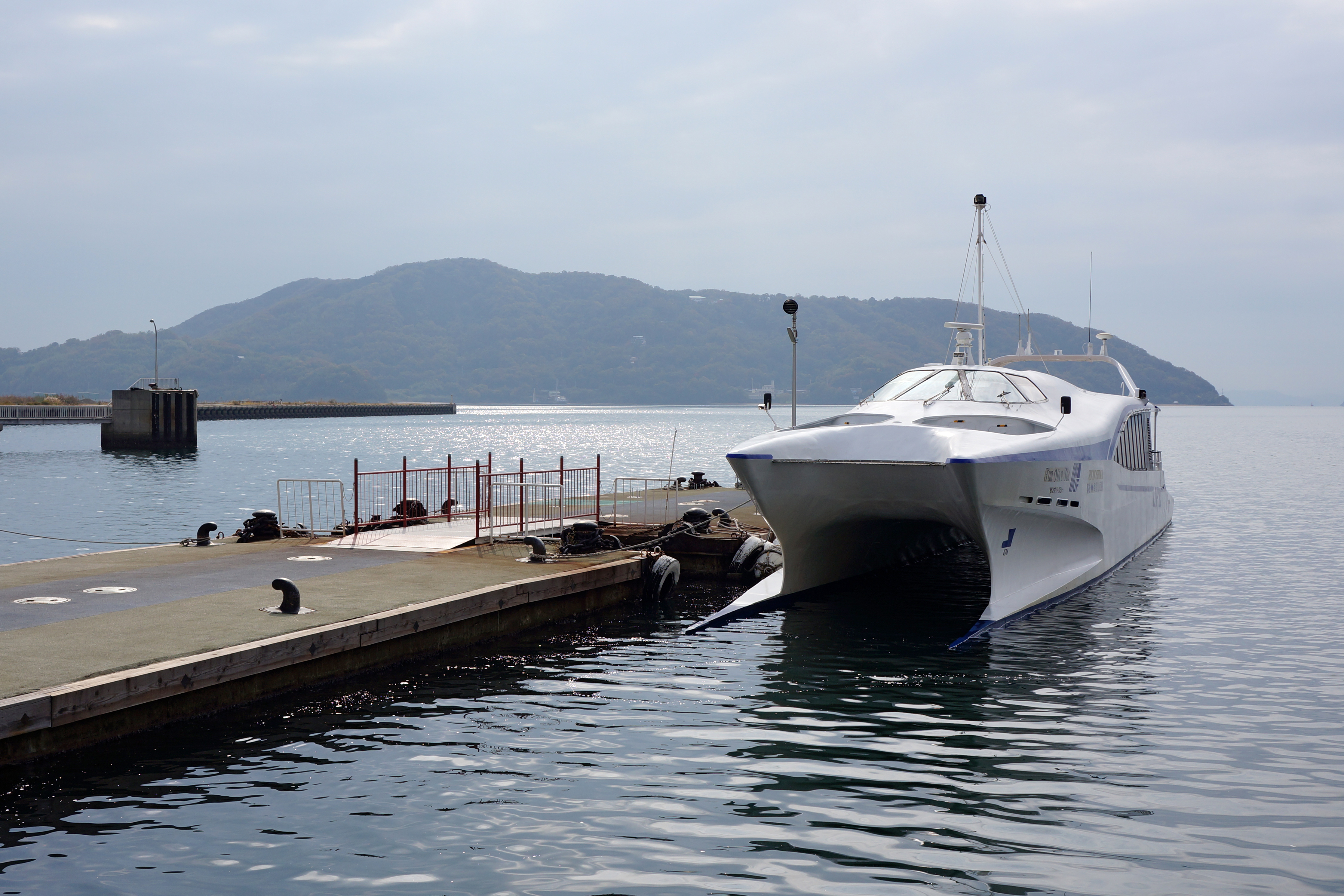
サンオリーブシー

## 施設
- フェリーターミナル
- ターミナルビル - ギリシア風の外観
- フェリー岸壁
- 浮桟橋

## 交通アクセス
- 土庄港から小豆島オリーブバスで約30分

## 周辺
- 寒霞渓
- 小豆島オリーブ公園
- 二十四の瞳映画村
- 醤の郷
- 香川船渠